# Axel-Springer-Passage

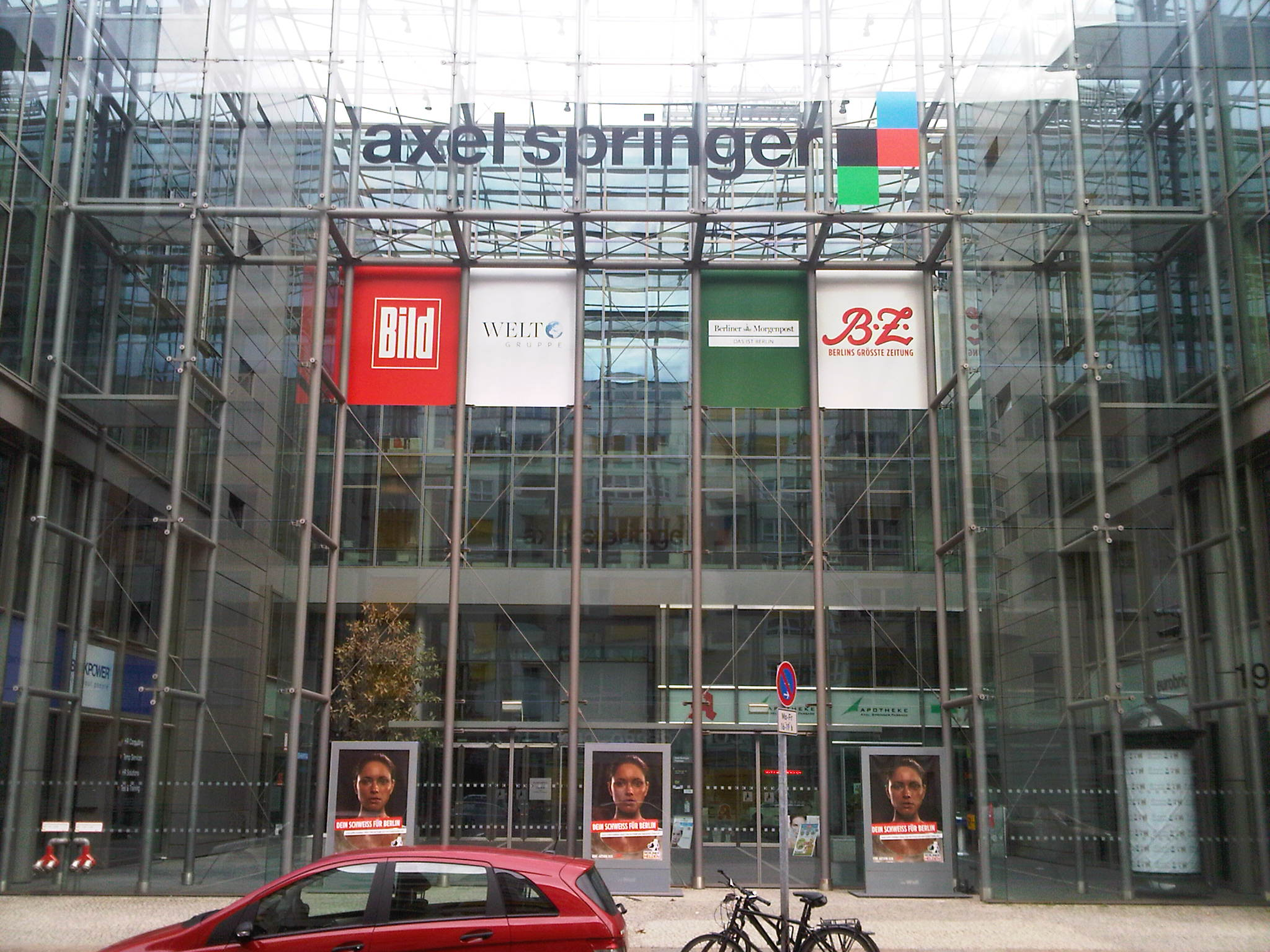
Haupteingang zur Axel-Springer-Passage in der Markgrafenstraße in Berlin-Kreuzberg

Die Axel-Springer-Passage liegt inmitten des ehemaligen Zeitungsviertels im Berliner Ortsteil Kreuzberg an der Rudi-Dutschke-Straße (vormals Kochstraße), Markgrafen- und Zimmerstraße. Sie wurde vom Londoner Architektenbüro Renton, Howard, Wood, Levin Partnership (RHWL Architects) entworfen. Die Grundsteinlegung erfolgte am 20. November 2000, die Eröffnung am 13. Januar 2004. Die Passage ist über die Ullstein-Halle mit dem Axel-Springer-Hochhaus verbunden und befindet sich auf dem Gelände der ehemals denkmalgeschützten Rotationshalle des Axel-Springer-Verlages, die Ende der 1990er Jahre zugunsten der Passage abgerissen wurde.

## Architektur
Die Form des Gebäudes nimmt die traditionelle Architektur der Berliner Höfe auf: Funktionales und architektonisches Herzstück des gläsernen Gebäudeensembles ist das Konzept von acht gegeneinander verschobenen Innenhöfen. Vier dieser Atrien sind oberhalb des ersten Geschosses mit einer Glaskuppel überdacht und klimatisiert, um eine ganzjährige Nutzung zu ermöglichen. Fünf Innenhöfe sind zudem miteinander verbunden, sodass sich den Besuchern eine über 2200 m² große zusammenhängende Fläche erschließt.

## Nutzung

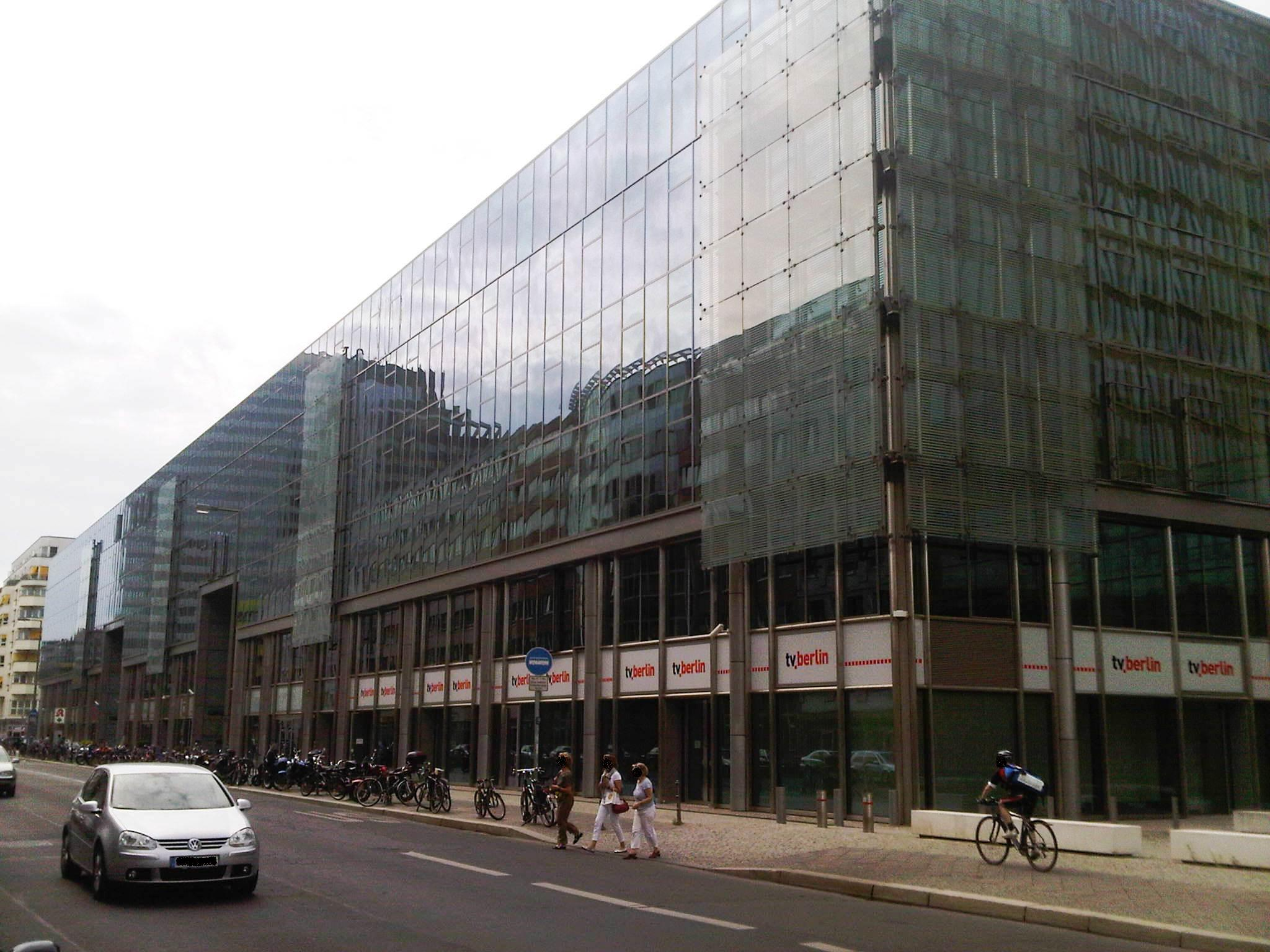
Blick von der Rudi-Dutschke-Straße auf die Südfront der Passage

Neben verschiedenen Läden befinden sich eine Bar („Mittelbar“), ein großes Mittagsrestaurant („Paparazzi-Restaurant“) und ein Bistro mit Coffeeshop („Deli News“) in der Passage. In der ersten Etage befindet sich ein Ärztezentrum, die weiteren Etagen sind Büroflächen.
Seit Dezember 2013 dient die Ullstein-Halle als Newsroom der Zeitungen Die Welt und Welt am Sonntag.

## Kunst
In der Axel-Springer-Passage befand sich bis zum 29. August 2010 das Denkmal Kanzler der Einheit, eine von Serge Mangin geschaffene Büste Helmut Kohls. Zum 20. Jahrestag der deutschen Wiedervereinigung wurde die Büste in ein Ensemble eingefügt, das Denkmal Väter der Einheit, das sich nun in der Rudi-Dutschke-Straße vor dem Axel-Springer-Hochhaus befindet.